# Gusow-Platkow

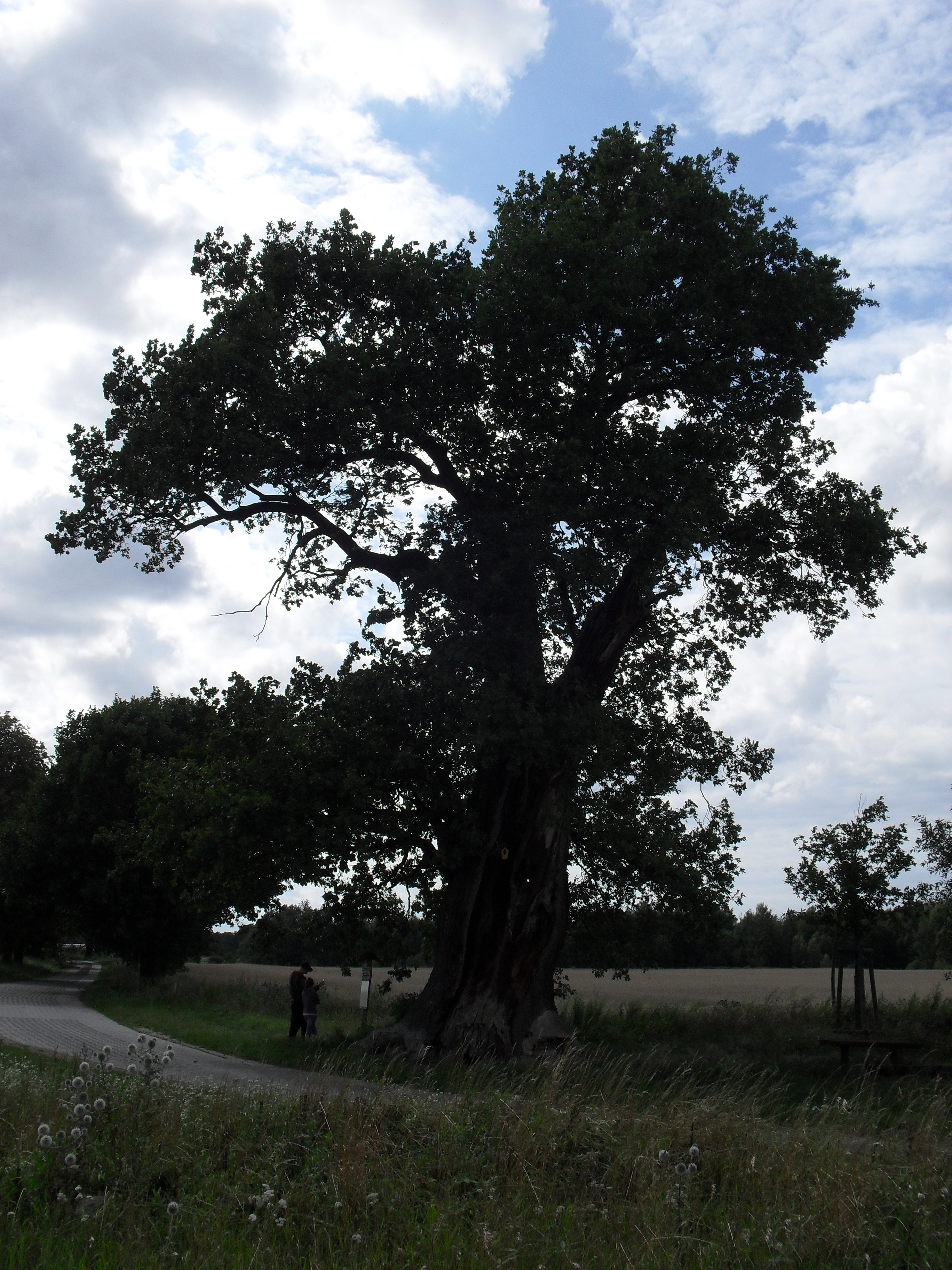
„Derfflinger-Eik“ op de grens tussen Gusow en Werbig (Seelow)

Gusow-Platkow [ˈguːzoː ˈplatkoː] is een gemeente in de Duitse deelstaat Brandenburg, en maakt deel uit van de Landkreis Märkisch-Oderland. Het omvat de dorpen Gusow en Platkow.
Gusow-Platkow telt 1.342 inwoners.

## Geschiedenis
Platkow is een van de oudste dorpen in Märkisch-Oderland en werd in 1229 voor het eerst genoemd in een oorkonde. De gemeente ontstond uit vrijwillige fusie van de twee dorpen in 1997.

## Musea
- Slot Gusow met een museum over onder andere de geschiedenis van Pruisen en Duitsland.
- Museum voor Archaeologie und Palaeontologie, in 2008 geopend in een voormalige school in Platkow.

## Sport en recreatie
Door Platkow en Gusow loopt de Europese wandelroute E11. De E11 loopt van Den Haag naar het oosten, op dit moment tot de grens Polen/Litouwen. De route komt van Neuhardenberg en vervolgt naar Seelow.
Altlandsberg ·
Alt Tucheband ·
Bad Freienwalde ·
Beiersdorf-Freudenberg ·
Bleyen-Genschmar ·
Bliesdorf ·
Buckow (Märkische Schweiz) ·
Falkenberg ·
Falkenhagen (Mark) ·
Fichtenhöhe ·
Fredersdorf-Vogelsdorf ·
Garzau-Garzin ·
Golzow ·
Gusow-Platkow ·
Heckelberg-Brunow ·
Höhenland ·
Hoppegarten ·
Küstriner Vorland ·
Lebus ·
Letschin ·
Lietzen ·
Lindendorf ·
Märkische Höhe ·
Müncheberg ·
Neuenhagen bei Berlin ·
Neuhardenberg ·
Neulewin ·
Neutrebbin ·
Oberbarnim ·
Oderaue ·
Petershagen/Eggersdorf ·
Podelzig ·
Prötzel ·
Rehfelde ·
Reichenow-Möglin ·
Reitwein ·
Rüdersdorf bei Berlin ·
Seelow ·
Strausberg ·
Treplin ·
Vierlinden ·
Waldsieversdorf ·
Wriezen ·
Zechin ·
Zeschdorf